# 四木
四木（しぼく、しもく）は、江戸時代に栽培され、付加価値が高く、収益性が高いことから特有農作物として重要視された4種の木のことを指す。「藍」「紅花」「麻」の3つを付け加えて「四木三草」と称されることもある。近世の藩においては藩財政を支える財源として注目され、諸藩が栽培を奨励して専売制とした。
- 茶（飲用、山城のものが有名）[2]
- 桑（絹を作る蚕の餌）
- 漆（漆器、蝋燭の材料、会津のものが有名）[2]
- 楮（紙の材料）